# Айона
Айона (на английски: Iona) е град в окръг Бонвил, щата Айдахо, САЩ. Айона е с население от 1201 жители (2000) и обща площ от 2 km². Намира се на 1458 m надморска височина. ЗИП кодът му е 83427, а телефонният му код е 208.